# Lubański
Lubański là một huyện thuộc tỉnh Dolnośląskie của Ba Lan. Huyện có diện tích 428 km². Đến ngày 1 tháng 1 năm 2011, dân số của huyện là 55899 người và mật độ 131 người/km².